# Comuna Velika Trnovitica, Bjelovar-Bilogora
Velika Trnovitica este o comună în cantonul Bjelovar-Bilogora, Croația, având o populație de 1.370 de locuitori (2011).

## Demografie
Componența etnică a comunei Velika Trnovitica
     Croați (94,82%)
     Sârbi (3,8%)
     Necunoscut (0,51%)
     Neclasificat (0,88%)
Componența confesională a comunei Velika Trnovitica
     Catolici (94,09%)
     Ortodocși (4,31%)
     Necunoscută (0,44%)
     Alte religii (1,17%)
Conform recensământului din 2011, comuna Velika Trnovitica avea 1.370 de locuitori. Din punct de vedere etnic, majoritatea locuitorilor (94,82%) erau croați, cu o minoritate de sârbi (3,8%). Apartenența etnică nu este cunoscută în cazul a 0,51% din locuitori. Din punct de vedere confesional, majoritatea locuitorilor (94,09%) erau catolici, cu o minoritate de ortodocși (4,31%). Pentru 0,44% din locuitori nu este cunoscută apartenența confesională.